# Christen Andreas Fonnesbech

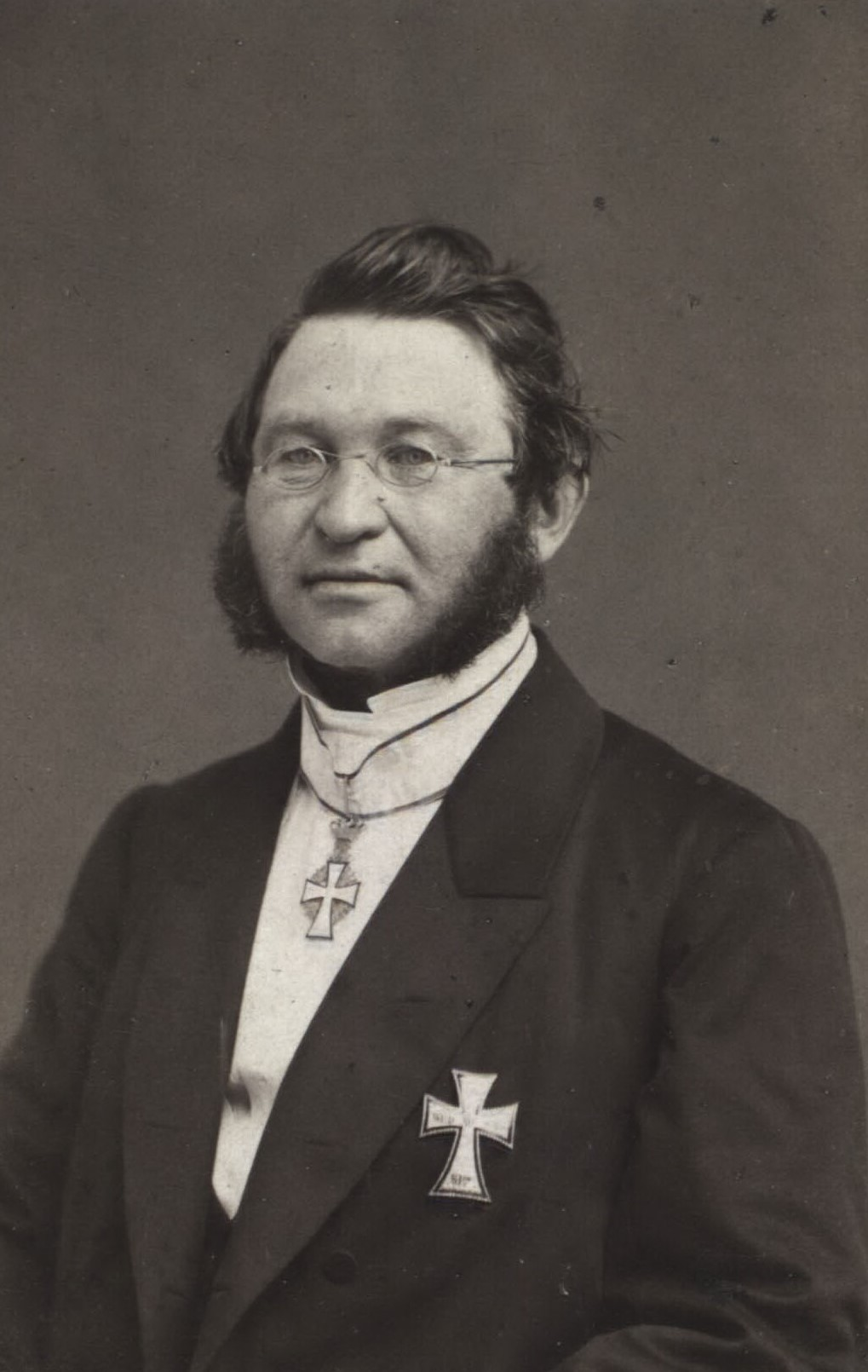
Christen Andreas Fonnesbech

Christen Andreas Fonnesbech (* 7. Juli 1817 in Kopenhagen; † 17. Mai 1880 ebenda) war ein dänischer Staatsmann. Er war von 1874 bis 1875 Ministerpräsident von Dänemark.

## Leben
Als Sohn eines reichen Kaufmanns verzichtete er, nachdem er mit dem 23. Lebensjahr das juristische Amtsexamen gut bestanden hatte, auf eine Beamtenkarriere, wurde Gutsbesitzer und ließ sich 1858 in den Reichstag wählen.
In dem damaligen Kampf der Nationalliberalen mit den Bauernfreunden stellte Fonnesbech sich in die Reihe der so genannten Unabhängigen, wo er wirklichen Einfluss gewann. Als Graf Frijs-Frijsenborg 1865 sein Ministerium bildete, übernahm Fonnesbech in demselben das Portefeuille des Finanzministers und löste geschickt die schwierigen Aufgaben dieser Stellung.
1870 erhielt er das Portefeuille des Ministeriums des Innern im Ministerium Ludvig Holstein-Holsteinborg. Er förderte in dieser Stellung mehrere gemeinnützige Gesetze und Unternehmungen. Als er aber 1874 selbst ein Ministerium bildete, zeigte er sich der Lage und namentlich der Opposition der Linken im Folketing nicht gewachsen und musste schon 1875 zurücktreten. Er erlag 17. Mai 1880 einem unheilbaren Leiden.

## Auszeichnungen
- 1854: Jägermeister[1]
- 1860: Ritterkreuz des Dannebrogordens[1]
- 1866: Komtur des Dannebrogordens[1]
- 1868: Kammerherr[1]
- 1870: Großkreuz des Dannebrogordens[1]
- 1871: Dannebrogsmændenes hæderstegn[1]
- 1874: Fortjenstmedaljen in Gold[1]
- 1876: Geheimer Konferenzrat[1]